# دلتا سپر
دلتا سپر یک ستاره است که در صورت فلکی سپر قرار دارد.